# Gloria (opera)
Gloria è un'opera lirica in tre atti di Francesco Cilea su libretto di Arturo Colautti. Fu rappresentata per la prima volta il 15 aprile 1907 al Teatro alla Scala di Milano.
Gli interpreti furono i seguenti:
| Personaggio         | Interprete           |
| ------------------- | -------------------- |
| Aquilante de' Bardi | Nazzareno De Angelis |
| Gloria              | Salomea Krusceniski  |
| Folco de' Bardi     | Pasquale Amato       |
| Lionetto            | Giovanni Zenatello   |
| Senese              | Nilde Ponzano        |
| Orvietana           | Adele Ponzano        |
| Vescovo             | Costantino Thos      |

Direttore era Arturo Toscanini.
L'opera è una variazione sul tema di Romeo e Giulietta, ambientata a Siena nel XIV secolo. La prima rappresentazione fu un fallimento e fu ritirata dopo due spettacoli. Andò un po' meglio con la versione rivista nel 1932. Si tratta dell'ultimo lavoro teatrale di Cilea, che nei successivi 43 anni continuò a comporre musica da camera e orchestrale.

## Composizione

Il librettista, Arturo Colautti

Come le precedenti opere di Cilea, L'Arlesiana (1897) e Adriana Lecouvreur (1902), Gloria prende il titolo dalla protagonista femminile ed è basata su una commedia francese. In questo caso, Arturo Colautti, che aveva anche scritto il libretto di Adriana Lecouvreur, si basò su La Haine di Victorien Sardou, tragico racconto di due amanti coinvolti nel conflitto tra Guelfi e ghibellini nella Siena del XIV secolo. Cilea compose Gloria nella cittadina ligure di Varazze, che era divenuta sua residenza abituale.

## Storia delle rappresentazioni
L'opera debuttò il 15 aprile 1907 alla Scala di Milano, diretta da Arturo Toscanini.
Il ruolo del titolo venne cantato da Solomija Krušel'nyc'ka, con Pasquale Amato nel ruolo di suo fratello Folco e Giovanni Zenatello come il suo amante Lionetto. Nonostante il cast illustre e il celebre direttore d'orchestra, la prima fu un fallimento e l'opera fu ritirata dopo due spettacoli. Venne ripresa a Roma e Genova nel 1908 e ancora nel 1909 al Teatro San Carlo di Napoli con Emma Carelli come Gloria. Anche se l'accoglienza a Napoli fu abbastanza favorevole, l'opera non riuscì a conquistare un posto nel repertorio dei teatri d'opera italiani.
Cilea continuò a rivedere la partitura di Gloria nei 20 anni successivi le prime rappresentazioni, e quando Pietro Ostali, grande ammiratore del compositore, prese il controllo della Sonzogno (l'editore originale delle opere di Cilea), decise di promuovere una rinascita del lavoro. La seconda versione dell'opera, con un libretto riveduto da Ettore Moschino aveva dei tagli abbastanza ampi fatti su suggerimento di Ostali, in particolare nella scena del confronto tra Folco e Lionetto nel secondo atto; inoltre il nome di Folco venne cambiato in Bardo.
La nuova versione debuttò il 20 aprile 1932 al Teatro San Carlo e fu ben accolta dal pubblico napoletano. Ebbe anche una sontuosa produzione a Roma nel 1938 con Maria Caniglia e Beniamino Gigli nei ruoli principali, Marcello Govoni come regista e le scene disegnate dal noto architetto e scultore Pietro Aschieri. Anche se ebbe un felice debutto tedesco allo Stadttheater di Dortmund quello stesso anno e spettacoli all'aperto al Castello Sforzesco di Milano e in Piazza del Baraccano a Bologna alla fine del 1930, Gloria cadde presto nel dimenticatoio ancora una volta.

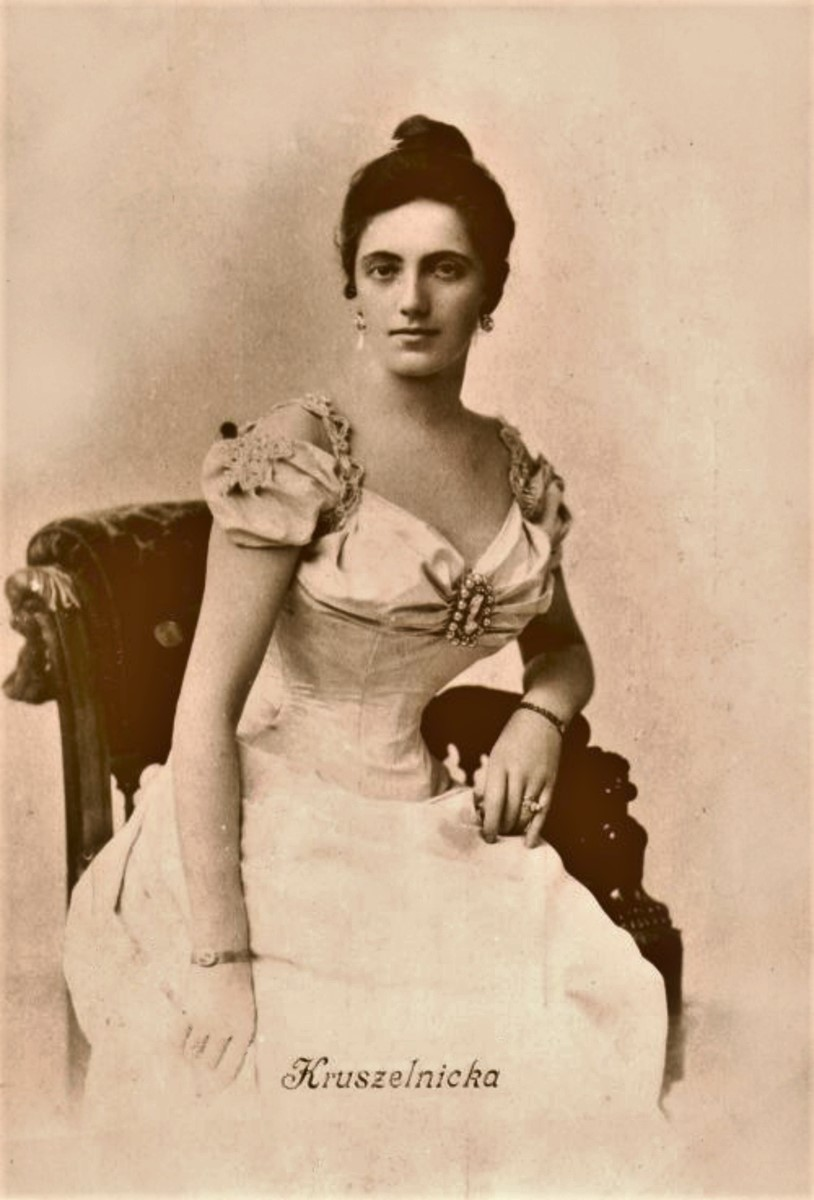
Solomija Krušel'nyc'ka, che cantò il ruolo del titolo nel 1907

Ci furono, comunque, due riprese nel tardo XX secolo. Nel 1969, l'opera venne trasmessa alla radio nella sua interezza per la prima volta. Fernando Previtali conduceva l'Orchestra Sinfonica e il Coro della RAI di Torino. Il ruolo del titolo era cantato da Margherita Roberti con Flaviano Labò come Lionetto. Nel 1997 Gloria venne eseguita all'aperto per il Festival di San Gimignano utilizzando gli edifici medievali della città come set. Marco Pace conduceva l'Orchestra del Festival di San Gimignano e il Coro dell'Accademia di San Felice, con Fiorenza Cedolins come Gloria e Alberto Cupido come Lionetto..
Nel febbraio 2023 l'opera torna in scena con numerose repliche presso il teatro lirico di Cagliari, protagonista Anastasia Bartoli.

## Trama
Luogo: Siena
Epoca: il XIV secolo

### Atto I

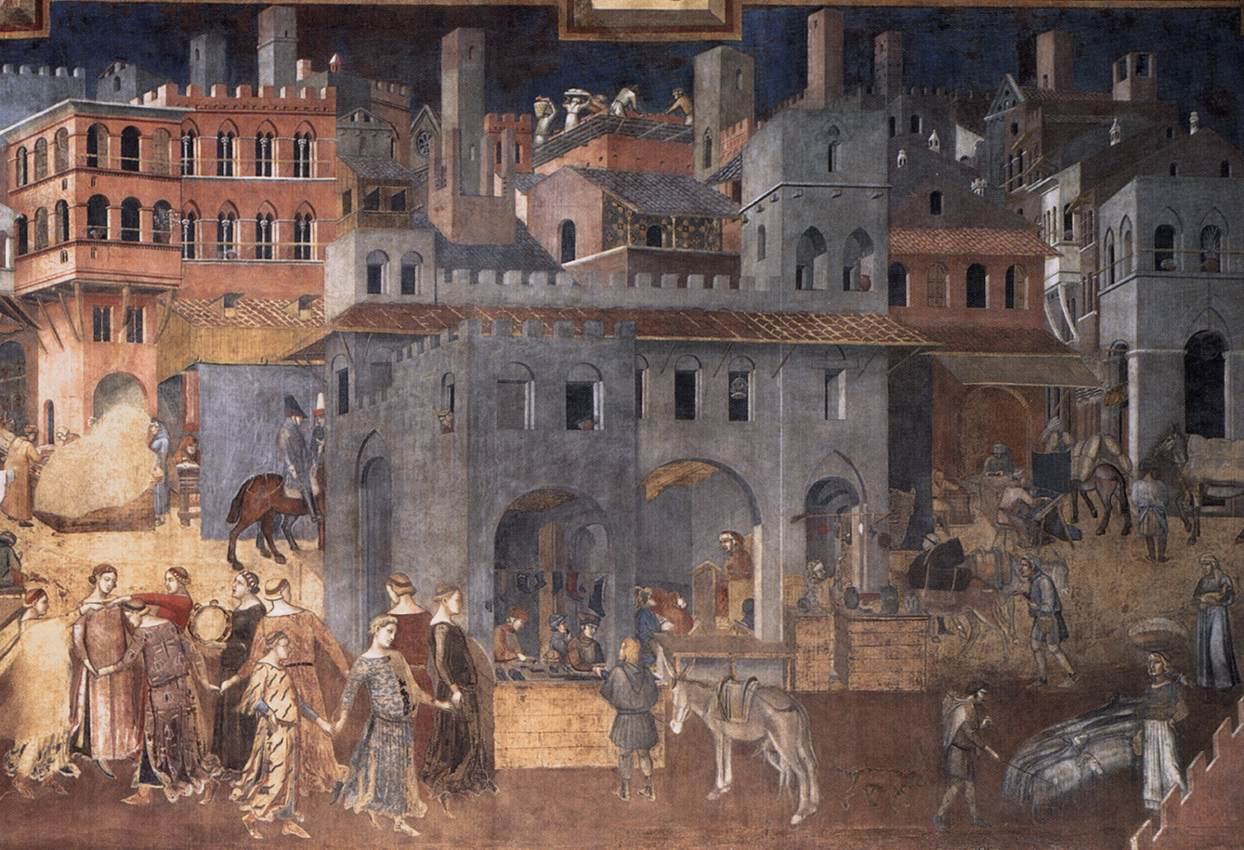
Siena nel quattordicesimo secolo raffigurata da Ambrogio Lorenzetti

Per la celebrazione di una nuova fontana nella piazza principale di Siena, i Guelfi, che attualmente sono in possesso della città, dichiarano una tregua temporanea con gli esuli ghibellini e permettono loro di entrare in Siena per i festeggiamenti, a condizione che giungano disarmati e lascino la città al tramonto. Un coro di giovani donne canta le lodi della fontana (O! Puri marmi). Lionetto de' Ricci, uno degli esuli, e Gloria, la figlia del nobile guelfo Aquilante de' Bardi, innamorati già da giovani si ritrovano quando lei gli dà da bere acqua dalla fontana. Gloria canta Amore, amor! Fonte muta. Suo fratello Bardo chiede di conoscere il nome dell'esule. Lionetto racconta la storia della sua famiglia (Storia ho di sangue), e Aquilante si rende conto che egli è il figlio del nobile a suo tempo ucciso con l'accusa di tradimento per aver ceduto Montalcino ai ghibellini. Al tramonto Lionetto si rifiuta di lasciare la città a meno di non poter prendere Gloria con sé come sua sposa. Tra le proteste rabbiose di Aquilante, Bardo, e degli altri nobili guelfi, il mantello di Lionetto cade, rivelando non solo che egli è armato, ma anche che è un famoso condottiero delle forze ghibelline noto come Il Fortebrando. Gli uomini di Lionetto, che avevano similmente tenuto nascoste le spade, accorrono in aiuto del loro capitano, poi fuggono da Siena insieme a Lionetto, conducendo Gloria con loro.

### Atto II
Fuori dalle mura di Siena, Lionetto e le forze ghibelline continuano il loro assedio della città. Gloria è tenuta in una delle sue stanze sotto il controllo di una donna senese. La donna la spinge ad accettare Lionetto come suo marito, perché ciò porterebbe la pace tra le due fazioni e impedirebbe la distruzione di Siena, prigioniera d'amor. Gloria è combattuta tra l'amore per Lionetto e la fedeltà al padre e il popolo di Siena (O mia cuna fiorita). Il fratello di Gloria Bardo entra nelle sue stanze sotto mentite spoglie e la rimprovera di aver tradito il suo popolo causando la morte del loro padre che è appena stato ucciso difendendo Siena. Gloria dice a Bardo che ha intenzione di sposare Lionetto come un sacrificio per porre fine all'assedio, ma egli esige che lei lo uccida. Terrorizzata dal sangue, ella rifiuta di prendere il pugnale offerto da Bardo, ma promette di avvelenare Lionetto. Bardo canta la sua ammirazione per Gloria (O mia dolce sorella) e si allontana. Gloria canta una preghiera alla Vergine Maria (Vergine Santa). Dopo un intermezzo musicale, Lionetto ritorna dalla battaglia. Si inginocchia davanti a Gloria e le dice che per suo amore ha posto fine all'assedio (Pur dolente son io). Gloria cerca di bere il veleno ella stessa, piuttosto che uccidere Lionetto. Ma Lionetto la ferma e getta il vino avvelenato per terra, e Gloria gli dichiara apertamente il proprio amore.

### Atto III
Le nozze di Gloria e Lionetto si svolgono nella cappella della famiglia di lei, con la tomba del padre sullo sfondo. Il vescovo e il coro cantano un Magnificat. Dopo la cerimonia, Lionetto abbraccia Bardo come segno di pace. Bardo estrae un pugnale da sotto il mantello e accoltella Lionetto, ferendolo a morte. Bardo tenta quindi di condurre via Gloria dalla cappella, ma lei, fuori di sé dal dolore, si rifiuta di andarsene. Sii odono i suoni della battaglia in città, e Bardo si precipita fuori con i suoi uomini. Gloria e Lionetto ora sono soli e si dicono addio mentre egli giace morente (Gloria, ove sei?). Quando Lionetto muore, Gloria afferra il pugnale che lo aveva ucciso, si pugnala a morte, e cade sul suo corpo.

## Discografia
L'opera ebbe due registrazioni integrali, entrambe dal vivo. La trasmissione radiofonica del 1969 diretta da Fernando Previtali fu pubblicata nel 2005 dalla casa discografica Bongiovanni. Lo spettacolo del 1997 al Festival di San Gemignano fu pubblicato da Kicco Classic nel 1998. Un estratto da Gloria appare su Verismo (Decca Classics, 2009) con Renée Fleming che canta l'aria di Gloria O mia cuna fiorita. Anche l'aria di Lionetto Pur dolente son io compare occasionalmente in dischi di recital di tenori.